# Kościerzyna

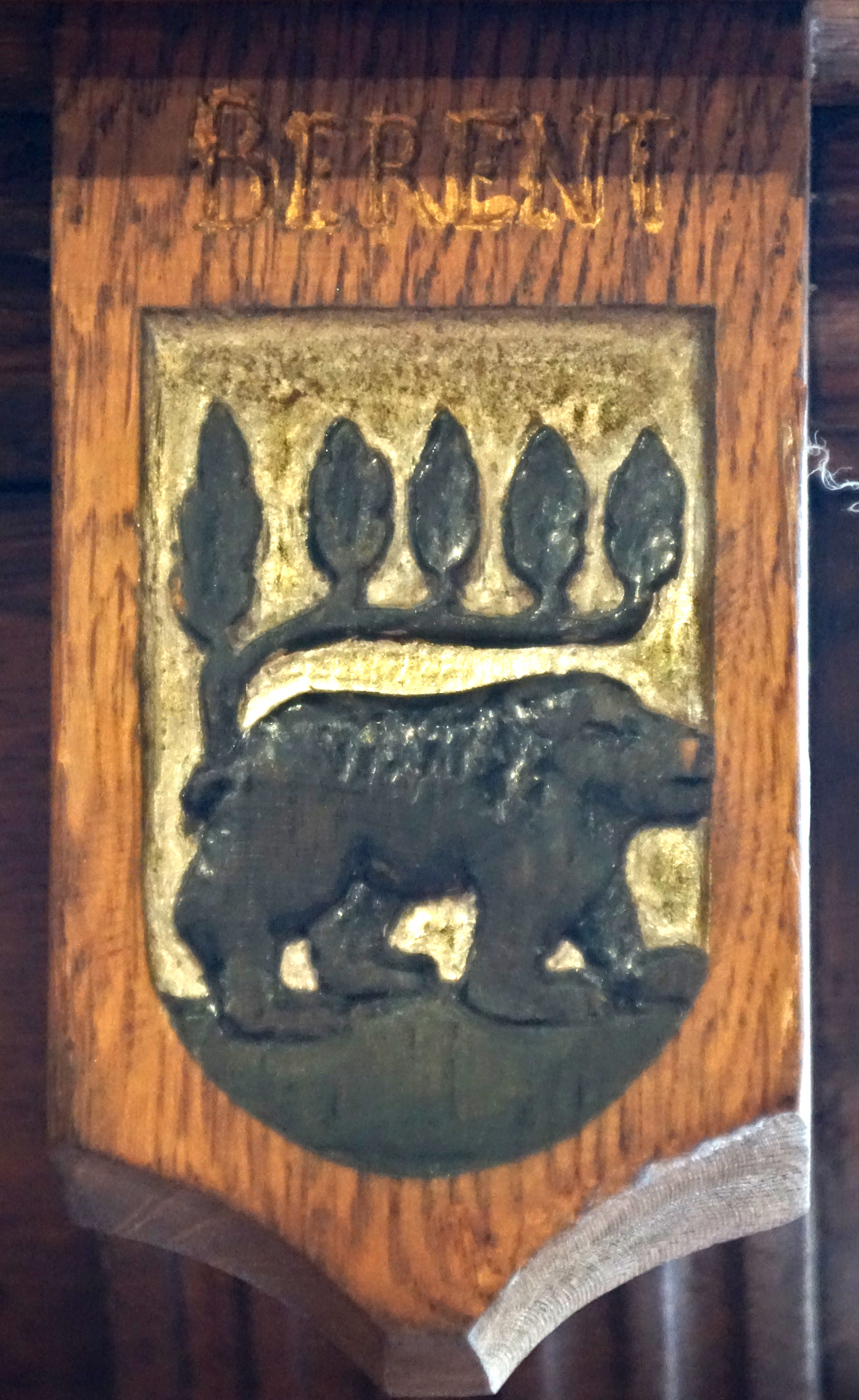
Herb Kościerzyny w sali plenarnej staromiejskiego ratusza w Gdańsku

Kościerzyna (dodatkowa nazwa w języku kaszub. Kòscérzna; niem. Berent, dawniej Bern) – miasto w północnej Polsce, w województwie pomorskim, w powiecie kościerskim, którego jest siedzibą.
Według danych GUS z 30 czerwca 2021 r., Kościerzyna liczyła 23 698 mieszkańców i była pod względem liczby ludności piętnastym miastem w województwie pomorskim.

## Położenie

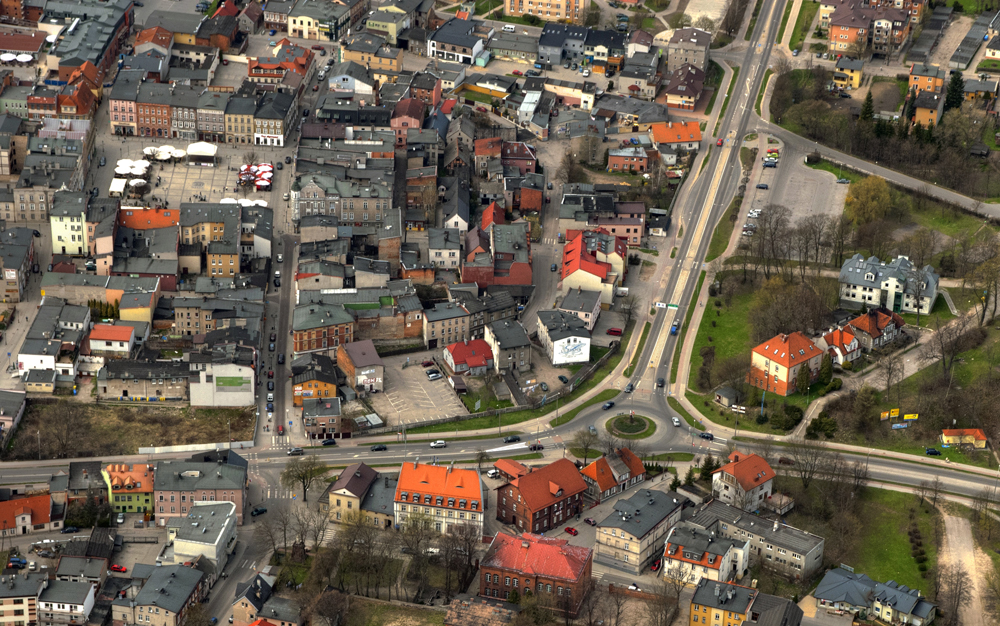
Kościerzyna z lotu ptaka

Kościerzyna leży w południowej części Pojezierza Kaszubskiego na Kaszubach, na wysokości 150 m nad poziomem morza. Otoczone jest przez jeziora Gałęźne, Kapliczne, Wierzysko, niedaleko leżą także jeziora Garczyn, Sudomie i Osuszyno. Dzięki walorom krajobrazowym miasto jest popularnym centrum turystycznym.
W centrum Wzgórze Księżniczki Gertrudy.
Miasto położone jest przy skrzyżowaniu drogi krajowej nr 20, drogi wojewódzkiej nr 214 i drogi wojewódzkiej nr 221. Kościerzyna jest też węzłem kolejowym, w którym zbiegają się linie Nowa Wieś Wielka – Gdynia Port, Kościerzyna – Chojnice oraz rozebrana linia Pszczółki – Kościerzyna.

## Struktura powierzchni
Według danych z 2005 r. Kościerzyna ma obszar 15,83 km², w tym: użytki rolne 55%, użytki leśne 5%.
Miasto zajmuje 1,36% powierzchni powiatu.

### Dzielnice i osiedla
Cegielnia, Flokusy, Markubowo, Osada Leśna, Osiedle Marii Curie Skłodowskiej, Osiedle Plebanka, Osiedle Rogali, Osiedle Tysiąclecia, Osiedle Za Dworcem, Osiedle Świerkowa, Plebanka, Szydlice, Wierzysko i Osiedle Zachód (budownictwo TBS).

## Historia
Początki miasta pod koniec XIII w. Początkowo była to osada znajdująca się przy grodzie obronnym. Prawa miejskie uzyskała w 1398 r.
Z historią miasta związanych jest wiele ciekawych opowieści. Jedna z nich dotyczy herbu Kościerzyny, na którym widnieje niedźwiedź pod dębem. Niedźwiedź – ponieważ według legendy przed wiekami zwierzę to nękało mieszkańców osady leżącej na terenie dzisiejszego miasta. Potężna bestia była postrachem okolicy. Napotkanych w borze ludzi zabijała uderzeniem silnych łap, siejąc powszechne przerażenie. Do czasu, aż znalazł się śmiałek – odważny syn kowala, który postanowił położyć kres życiu bestii. Wziąwszy dzidę i tarczę w głębi puszczy stoczył z niedźwiedziem bój na śmierć i życie.
Ślady przeszłości miasta zachowane w dokumentach sięgają 1284 r., kiedy to „Costerina” wraz z 21 innymi miejscowościami ziemi „Dirsoua” (Tczew) została nadana przez księcia pomorskiego Mściwoja II księżniczce Gertrudzie – najmłodszej córce księcia Sambora II z Tczewa.
Ważnymi datami w czasach jej podległości Krzyżakom są kolejno: 1346 r. – lokacja wsi Kościerzyny na prawie chełmińskim i 1398 r. – odrębna lokacja Kościerzyny jako miasta, które z czasem wchłonęło wioskę. W 1440 r. miasto przystąpiło do Związku Pruskiego i po wybuchu powstania przeciwko Krzyżakom w 1456 r. zostało obsadzone przez sprzymierzone oddziały gdańskie. Brak umocnień nie pozwolił na długą obronę i gród został przez wojska zakonne odbity. W połowie XV w. miasto liczyło 300 mieszkańców. Zajmowali się oni głównie rolnictwem, ale również rzemiosłem, warzeniem piwa itp. W 1462 r. wyparto Krzyżaków z miasta, a po zawarciu pokoju toruńskiego Kościerzyna stała się siedzibą powiatu w województwie pomorskim Korony Polskiej. Urząd starosty był dziedziczony, funkcję pełnili przedstawiciele rodu Denhofów, Kostków i Wilkanowskich. W XVII wieku trzy razy wybuchały pożary niszczące miasto, miasto było rabowane przez maszerujące wojska, a epidemia zdziesiątkowała mieszkańców, w 1772 r. mieszkało tu tylko 602 mieszczan. 

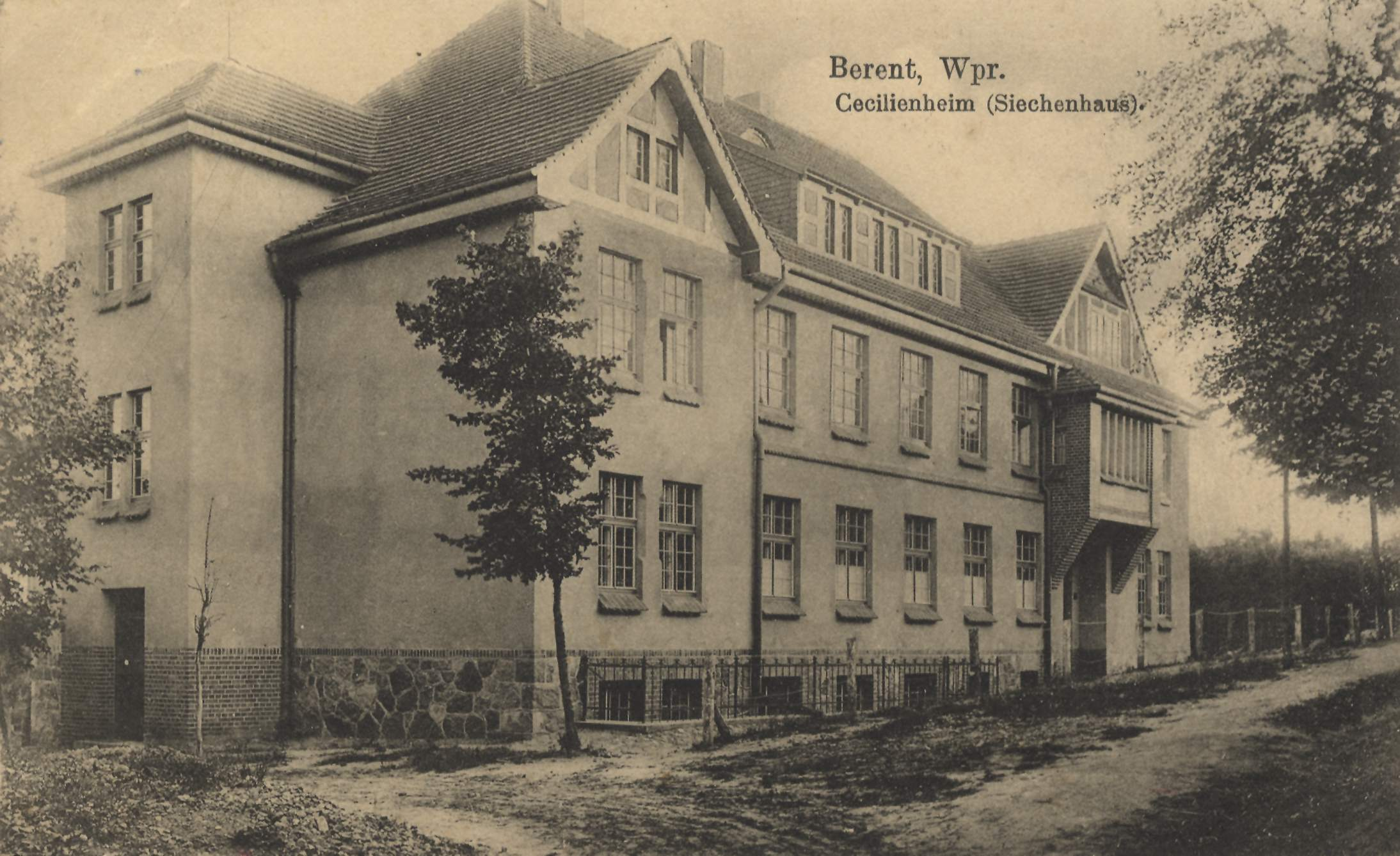
Widokówka z czasów zaborów

Do XIX wieku był to ośrodek rejonu rolniczego. Od 1775 r. siedziba pruskiej administracji leśnej. W 1818 r. Kościerzyna stała się siedzibą rozległego powiatu (Landkreis Berent), do miasta napłynęła okoliczna ludność kaszubska oraz rzemieślnicy i urzędnicy z Niemiec. Działała tu szkoła dla dziewcząt, seminarium nauczycielskie oraz progimnazjum męskie. Od połowy XIX wieku ważny ośrodek polskości na Kaszubach oraz miejsce rozwoju idei kaszubskich, na początku XX wieku rozwinął się ruch Młodokaszubów.
Na koniec 1892 r. miasto liczyło 4317 mieszkańców. W tym (na podstawie języka ojczystego): 2366 Kaszubów (2336 katolików i 30 ewangelików), 1471 Niemców (180 katolików i 1291 ewangelików), 396 Żydów, 80 Polaków i 4 osoby innych narodowości.

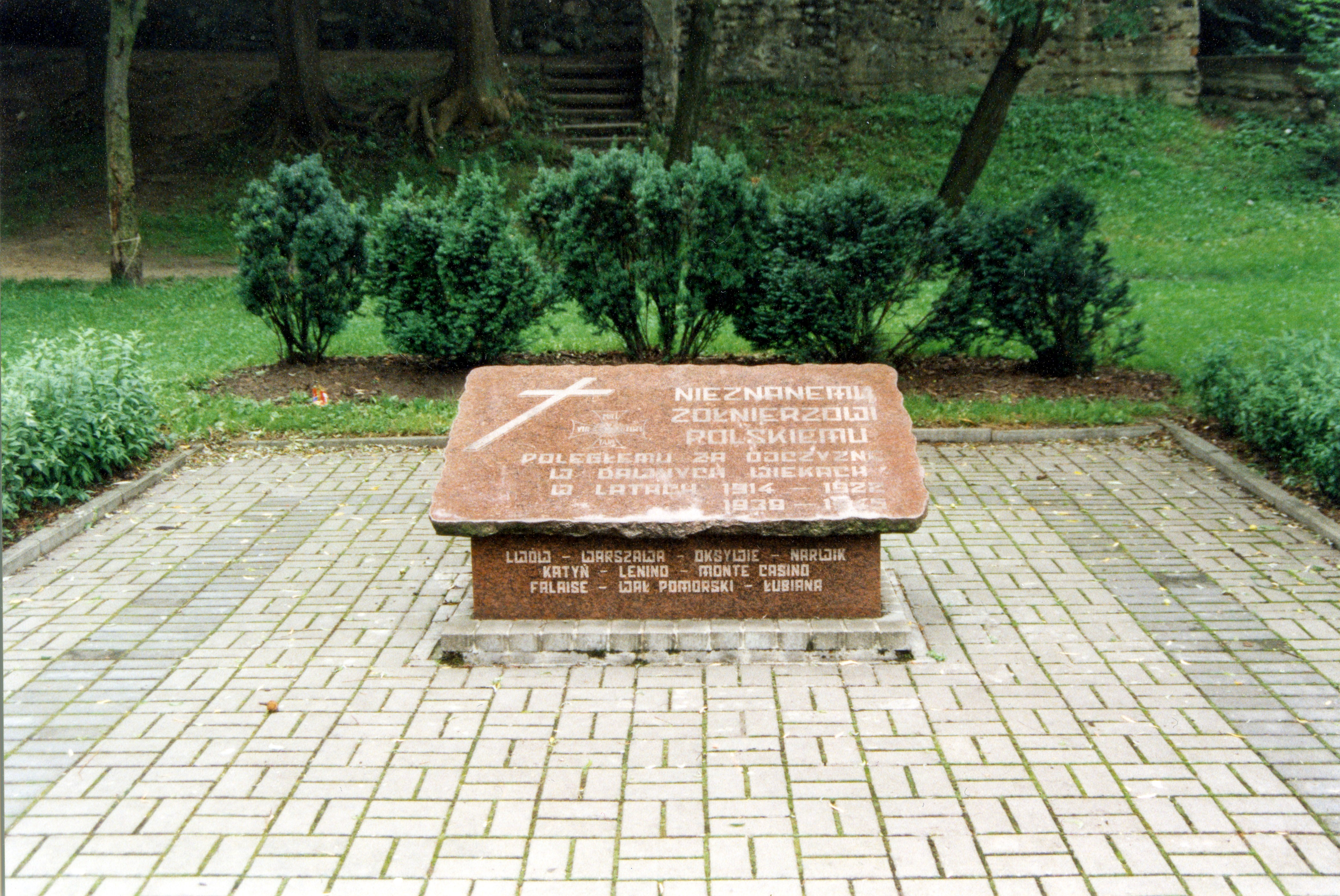
Pomnik Nieznanemu Żołnierzowi Polskiemu

W pierwszej połowie 1900 r. doszło w mieście do ekscesów antyżydowskich. W nocy z 17 na 18 kwietnia obiektem ataku stała się synagoga, w której wybito wszystkie szyby. Wydarzenia te były echem gwałtownych wystąpień przeciwko społeczności żydowskiej w nieodległych Chojnicach.
W 1919 r. podczas przekazywania władzy administracji polskiej rozbrojono oddział Grenzschutzu i zmuszono do ustąpienia niemieckiego burmistrza, w odpowiedzi władze niemieckie zagroziły zbombardowaniem miasta. Jak podaje Marian Kallas Niemcy po kilku dniach otoczyli miasto i przeprowadzili aresztowania wśród działaczy polskich. Aresztowani zostali: Franciszek Piechocki, bracia: Józef i Jan Toczkowie, Józef Kostka, a także Jan Glock. Zatrzymanych osadzono w twierdzy Wisłoujście. Konflikt zażegnało wkroczenie zimą 1920 r. polskiego oddziału Hallerczyków. W latach 20. XX wieku miasto zaczęli licznie odwiedzać turyści. W 1931 r. przebudowano linię kolejową do Żukowa, dzięki czemu stała się częścią tzw. magistrali węglowej (Górny Śląsk-Gdynia). Rozpoczęto też przygotowania do budowy autostrady z centralnej Polski, przez Toruń do Gdyni, która przebiegałaby przez Kościerzynę, plany te przekreślił wybuch II wojny światowej. W połowie lat trzydziestych wybudowano fabrykę bekonów, która rozwinęła się w Kościerskie Zakłady Mięsne.
Po wybuchu II wojny światowej 2 września 1939 r. miasto zajęli hitlerowcy. Niemcy zburzyli synagogę, po której jest dziś pusta parcela między budynkami przy ul. Tkaczyka o numerach 3 i 4. Zbrodniarz Günther Modrow został okupacyjnym starostą i kierownikiem powiatowej organizacji NSDAP, był on głównym inspiratorem zbrodni w Skarszewach oraz oprawcą miejscowej ludności. Po likwidacji inteligencji wysiedlono ludność, która zamieszkała w mieście po 1920 r. W styczniu 1945 r. przez Kościerzynę przeszedł marsz śmierci jeńców alianckich z obozu jenieckiego Stalag XX B. 8 marca 1945 r. do miasta wkroczyła Armia Czerwona, obyło się bez większych zniszczeń, jednak kontakt z żołnierzami radzieckimi, dokonującymi często grabieży i gwałtów na miejscowej ludności, niesłusznie traktowanej jako niemiecka, zapisał się negatywnie w pamięci mieszkańców. 
W czasach Polski Ludowej liczba ludności zwiększyła się poprzez wybudowanie kilku osiedli bloków mieszkalnych. Jednocześnie dbano o kulturę; w 1965 r. założona została (druga w kraju) Izba Regionalna. Zwrócono uwagę na produkowany tu dawniej kaszubski miód pitny. Po wojnie tradycje miodosytnictwa kontynuowała Wytwórnia Miodów Pitnych. W latach osiemdziesiątych rozpoczęto budowę nowego szpitala (ukończony w 1998 r.); mającego być zapleczem sanitarnym dla Trójmiasta w wypadku użycia broni masowego rażenia.
W 1992 r. utworzono samodzielną gminę miejską Kościerzyna poprzez wyłączenie obszaru miasta z dotychczasowej gminy miejsko-wiejskiej.

### Kostkowie
Z Kościerzyną związany jest ród Kostków herbu Dąbrowa, którego przedstawiciele byli starostami kościerskimi: Stanisław Kostka (1540–1555), Krzysztof Kostka (1555–1594), Krzysztof junior Kostka (1594–1602), Anna Kostkowa z Pileckich (1602–1603).

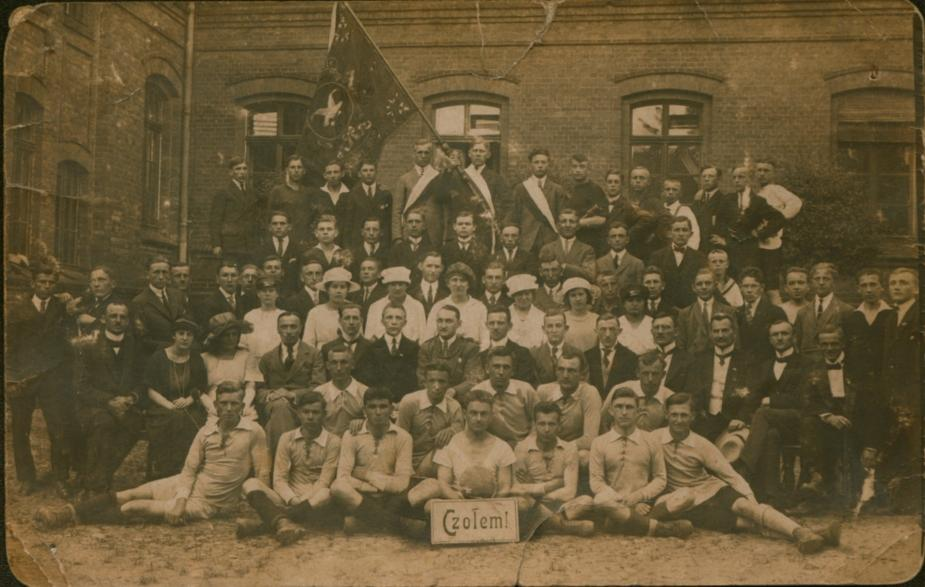
Zarząd i członkowie Towarzystwa Gimnastycznego „Sokół” w Kościerzynie

W Kościerzynie urodził się Stanisław Bolesław Kostka, który dwukrotnie był delegatem Prus Zachodnich w parlamencie berlińskim w 1907 i 1912 r. reprezentując powiat grudziądzki. Po odzyskaniu niepodległości przez Polskę był w 1920 r. komisarycznym burmistrzem Radzynia Chełmińskiego, a w następnym 1921 r. został pierwszym wybieralnym burmistrzem Świecia nad Wisłą i pełnił tę funkcję do 19 stycznia 1935 r.

### Przynależność administracyjna
- 1878–1920 – prowincja Prusy Zachodnie
- 1920–1939 – województwo pomorskie
- 1939–1945 – Okręg Rzeszy Gdańsk-Prusy Zachodnie
- 1945–1975 – Województwo gdańskie (1945–1975)
- 1975–1998 – Województwo gdańskie (1975–1998)

### Nazwy ulic w PRL
- Długa – dawniej Bieruta (przed 1939 r. ulica Wilsona)
- Kapliczna – dawniej Waryńskiego
- Klasztorna – dawniej Buczka
- Kościelna – dawniej Nowotki
- Rynek – dawniej plac 1 Maja
- Sikorskiego – dawniej Świerczewskiego
- Strzelecka – dawniej 22 Lipca[15]
- Wodna – dawniej Safiana
- Kartuska – dawniej Małgorzaty Fornalskiej

## Demografia
| Rok  | Liczba ludności |
| ---- | --------------- |
| 1960 | 10 900          |
| 1970 | 15 100          |
| 1975 | 17 100          |
| 1976 | 17 636          |
| 1980 | 18 664          |
| 1985 | 20 658          |
| 1990 | 22 663          |
| 1993 | 22 972          |
| 1994 | 23 080          |
| 1995 | 23 174          |
| 1996 | 23 278          |
| 1998 | 23 501          |
| 1999 | 22 826          |
| 2000 | 22 916          |
| 2001 | 23 060          |
| 2002 | 23 218          |
| 2003 | 23 196          |
| 2004 | 23 145          |
| 2005 | 23 031          |
| 2006 | 23 528          |
| 2007 | 23 022          |
| 2008 | 22 976          |
| 2009 | 23 101          |
| 2010 | 23 138          |
| 2011 | 23 765          |

Dane z 30 czerwca 2009 r.:
| Opis                              | Ogółem  | Ogółem  | Kobiety | Kobiety | Mężczyźni | Mężczyźni |
| --------------------------------- | ------- | ------- | ------- | ------- | --------- | --------- |
| Jednostka                         | osób    | %       | osób    | %       | osób      | %         |
| Populacja                         | 23 000  | 100     | 11 871  | 51,6    | 11 129    | 48,4      |
| Gęstość zaludnienia [mieszk./km²] | 1 452,9 | 1 452,9 | 749,9   | 749,9   | 703       | 703       |

Według danych z 2005 r. średni dochód na mieszkańca wynosił 1538,67 zł.
- Piramida wieku mieszkańców Kościerzyny w 2014 r.[17]

## Transport

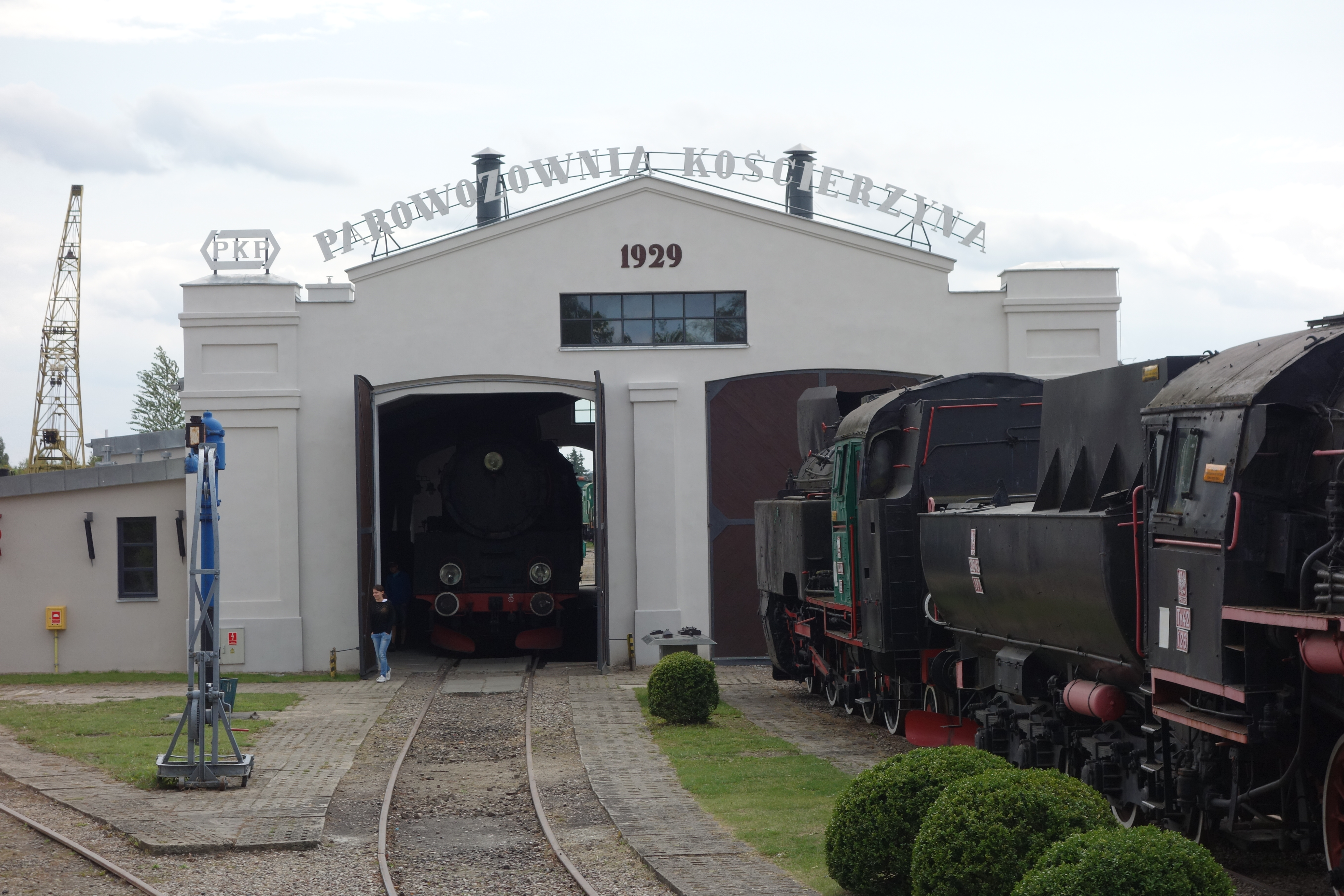
Muzeum Kolejnictwa w Kościerzynie

Kościerzyna jest ważnym lokalnym węzłem kolejowo-drogowym. Krzyżują się tu linie kolejowe nr: 201 (Nowa Wieś Wielka – Gdynia), 211 (do Chojnic), a w przeszłości 233 (do Pszczółek) oraz drogi: krajowa nr 20 (ze Stargardu do Gdyni) z drogami wojewódzkimi nr 214 (z Łeby do Warlubia) i 221 (z Gdańska).
Około 10 km na zachód od miasta znajduje się lądowisko Korne, a 27 km na południe lądowisko Borsk.
W 2010 r. przy ul. Piechowskiego oddano do użytku sanitarne lądowisko.
W 2015 r. rozpoczęła się budowa 7,6 km obwodnicy miasta w ciągu drogi krajowej nr 20, która ma przejąć około 30–50% ruchu tranzytowego przez miasto. Obwodnica posiada układ pasów 2+1 (dwa pasy w jednym kierunku trwale odseparowane od jednego w przeciwną stronę). Inwestycja została oddana do użytku 1 października 2017 r. i kosztowała ponad 164 mln zł.
Od 1 kwietnia 2015 r. funkcjonująca w mieście komunikacja miejska stała się bezpłatna dla pasażerów.

## Zabytki i atrakcje turystyczne

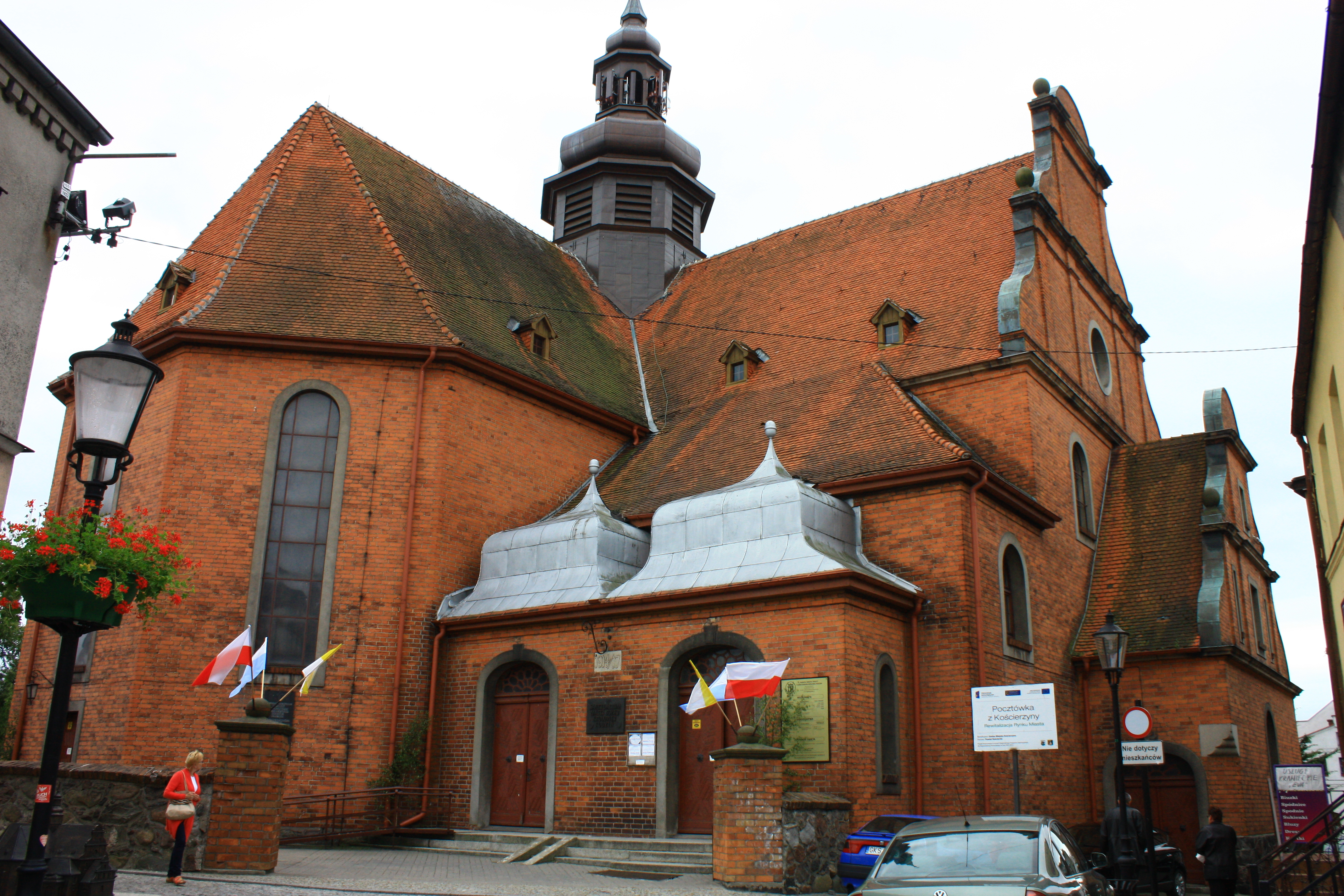
Kościół Świętej Trójcy, z obrazem Matki Boskiej Kościerskiej

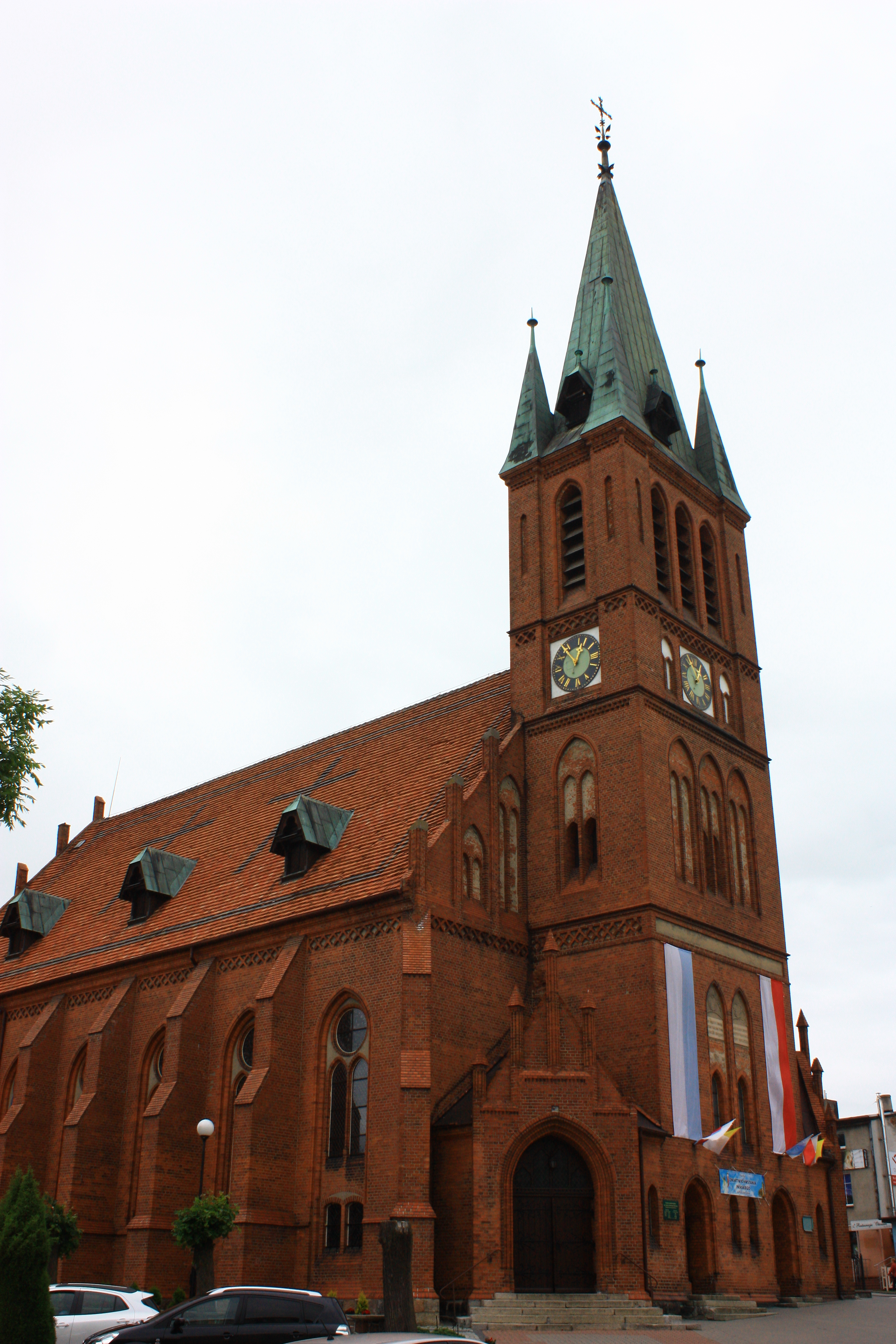
Kościół Zmartwychwstania Pańskiego

- Pietà Kościerska z ok. 1390 r. w kaplicy sióstr niepokalanek, przeniesiona z Chełmna[20].
- Kościół farny pod wezwaniem świętej Trójcy – zbudowany w latach 1914–1917 na planie krzyża greckiego w stylu neobarokowym. W kościele znajduje się cudowny obraz Matki Boskiej Kościerskiej, który jest namalowaną w 1616 r. kopią dzieła z IX wieku.
- pomnik Józefa Wybickiego autorstwa Wawrzyńca Sampa z 1975 r.
- dawny cmentarz ewangelicki przy ulicy 8 Marca; obecnie park osiedlowy.
- Kościół Zmartwychwstańców pod wezwaniem Zmartwychwstania Pańskiego zbudowany w latach 1892–1894, neogotycki, do 1945 r. ewangelicki.
- rynek (układ ulic ze średniowiecza; kamienice, łącznie z ratuszem, są z XIX wieku).
- pomnik Remusa na Rynku.
- Muzeum Ziemi Kościerskiej i Muzeum Akordeonu na Rynku.
- gmach Sądu Rejonowego przy ul. Dworcowej.
- budynek byłego browaru wraz z zabytkowym kominem przy ul. Miodowej (obecnie znajduje się tam hotel i Centrum Handlowe – Stary Browar Kościerzyna)[21].
- budynek Starostwa Powiatowego przy ul. 3 maja.
- zakład Najświętszej Marii Panny Anielskiej, którego rektorem był ks. Jakub Żywicki (obecnie w części budynku znajduje się Szkoła Podstawowa nr 1).
- budynek poczty przy ul. Dworcowej.
- budynek pierwszego banku przy ul. Dworcowej.
- pomnik Chrystusa Króla przy ul. Kaplicznej; stojący na cokole, który dawniej stanowił pomnik pamięci mieszkańców poległych w armii pruskiej w wojnie z Francją w 1871 r.
- neogotycki ratusz z XIX wieku przy rynku.
- budynek dworca kolejowego przy ul. Dworcowej.
- ulica Dworcowa z pięknymi dworkami i kamieniczkami.
- budynek SP nr 1, 2 oraz Powiatowego Zespołu Szkół nr 2 (dawnego seminarium nauczycielskiego)[22].
- Muzeum Kolejnictwa.

## Kultura

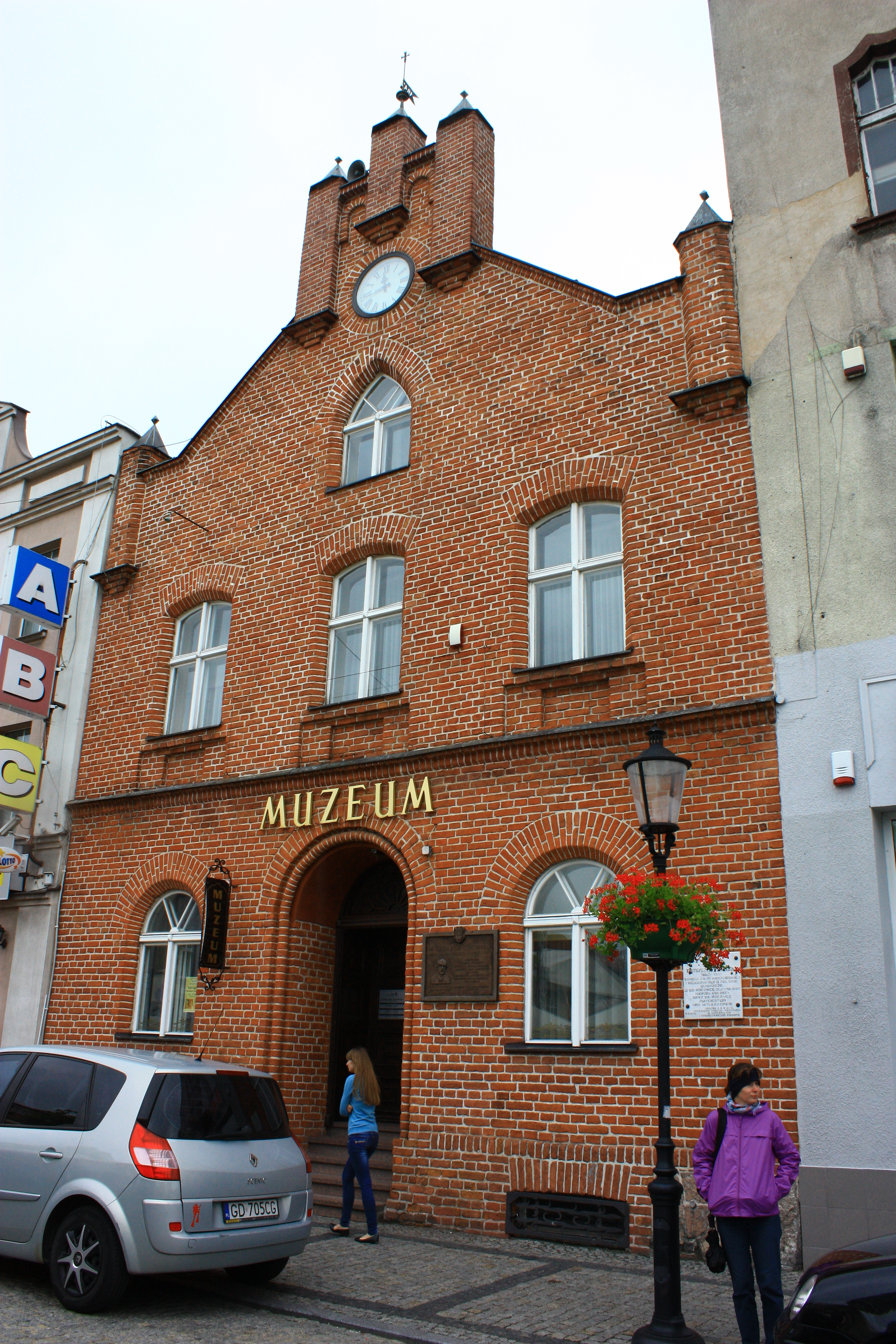
Ratusz, obecnie Muzeum Ziemi Kościerskiej

W Kościerzynie znajduje się Centrum Kultury i Sportu im. Józefa Wybickiego, biblioteka miejska, Muzeum Ziemi Kościerskiej znajdujące się w rynku miasta, w ceglanym ratuszu z 1843 r. oraz Centrum Kultury Kaszubskiej. Znajduje się tu również jedyne w Polsce i jedno z trzech w Europie Muzeum Akordeonu, a ponadto Muzeum Kolejnictwa w Kościerzynie, Ekspozycja Muzealna Niewypałów I i II wojny światowej. Dodatkową atrakcją dla miłośników pływania jest basen AQUA Centrum w Kościerzynie. Rezerwat przyrody „Strzelnica” z trójrzędową aleją z ponad 200-letnimi klonami i dębami prowadzi w rejon leśniczówki i byłej siedziby Bractwa Kurkowego (obecnie Centrum Kultury Kaszubskiej „Strzelnica”). Wystawa przyrodnicza w Nadleśnictwie Kościerzyna z ekspozycją ptaków oraz spreparowanych zwierząt w ich naturalnym środowisku pozwala poznać faunę i florę ziemi kościerskiej oraz zgłębić historię kościerskiego nadleśnictwa. Centrum Kultury Kaszubskiej od 2009 r. organizuje Festiwale Muzyki Kameralnej.

## Edukacja

### Szkolnictwo podstawowe

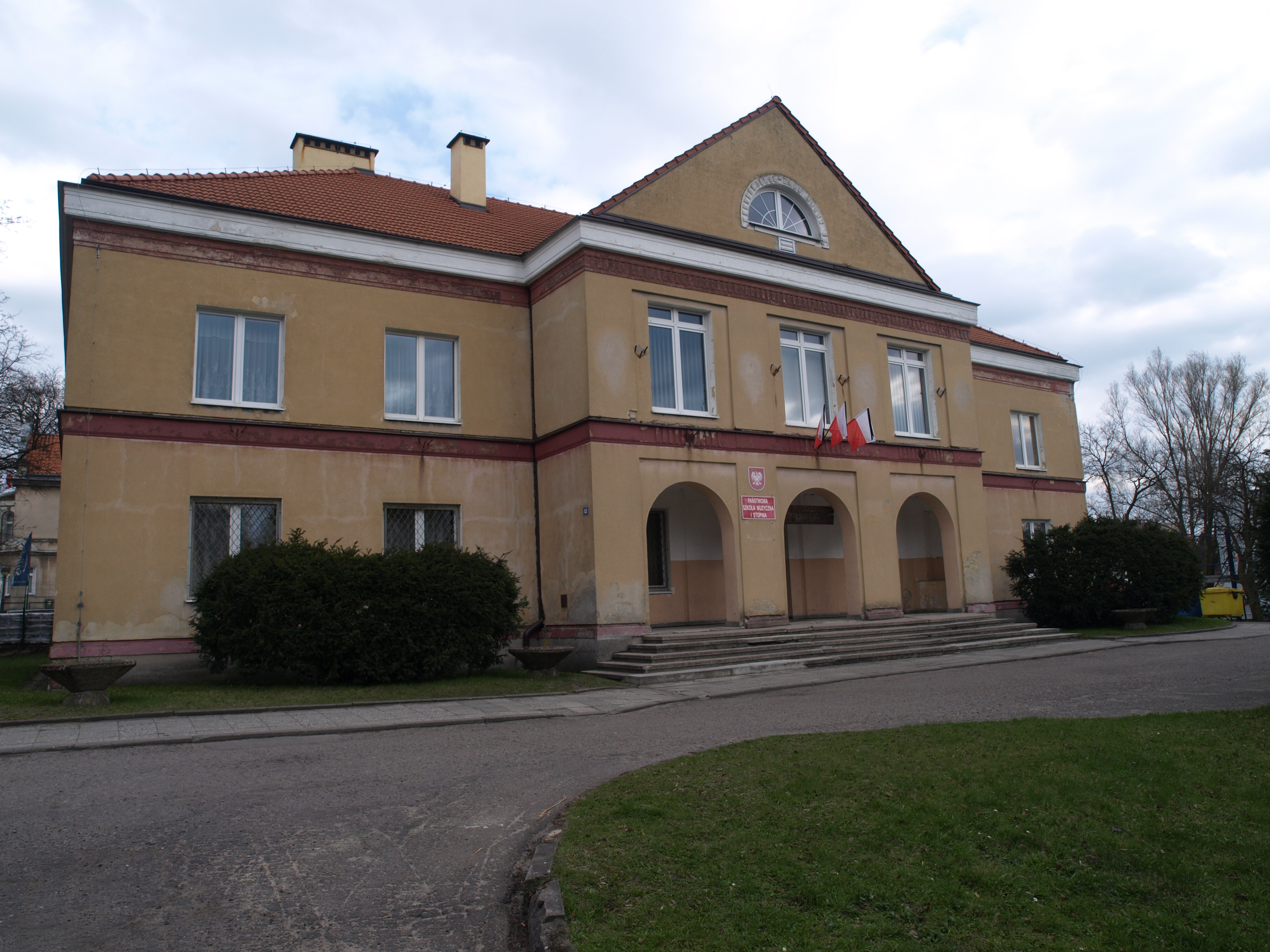
Państwowa Szkoła Muzyczna I Stopnia

- Szkoła Podstawowa nr 1 im. Tadeusza Kościuszki
- Szkoła Podstawowa nr 2 im. ks. dra Leona Heykego
- Szkoła Podstawowa nr 3 im. Franciszka Sedzickiego
- Szkoła Podstawowa nr 4 im. Bohaterów Ziemi Kościerskiej
- Szkoła Podstawowa nr 6 im. ks. dra Bernarda Sychty
- Specjalny Ośrodek Szkolno-Wychowawczy im. Jana Brzechwy
- Państwowa Szkoła Muzyczna I Stopnia im. Mazurka Dąbrowskiego
- Prywatna Szkoła Podstawowa „Prymus”
- Prywatna Szkoła Podstawowa Montessori
- Prywatna Szkoła Podstawowa „Happy Kids”

### Szkolnictwo ponadpodstawowe
- I Liceum Ogólnokształcące im. Józefa Wybickiego
- Powiatowy Zespół Szkół nr 1 „Ekonomik” (liceum i technikum)
- Powiatowy Zespół Szkół nr 2 „Budowlanka” (liceum dla dorosłych i technikum)
- Szkoła Przysposabiająca do Pracy
- Kaszubskie Centrum Edukacji „Vademecum” (prywatne liceum, szkoła zawodowa i policealna)
- „Externus” – szkoła policealna i zawodowa o profilu medycznym

### Szkolnictwo wyższe
- Powszechna Wyższa Szkoła Humanistyczna WZ w Kościerzynie

## Sport

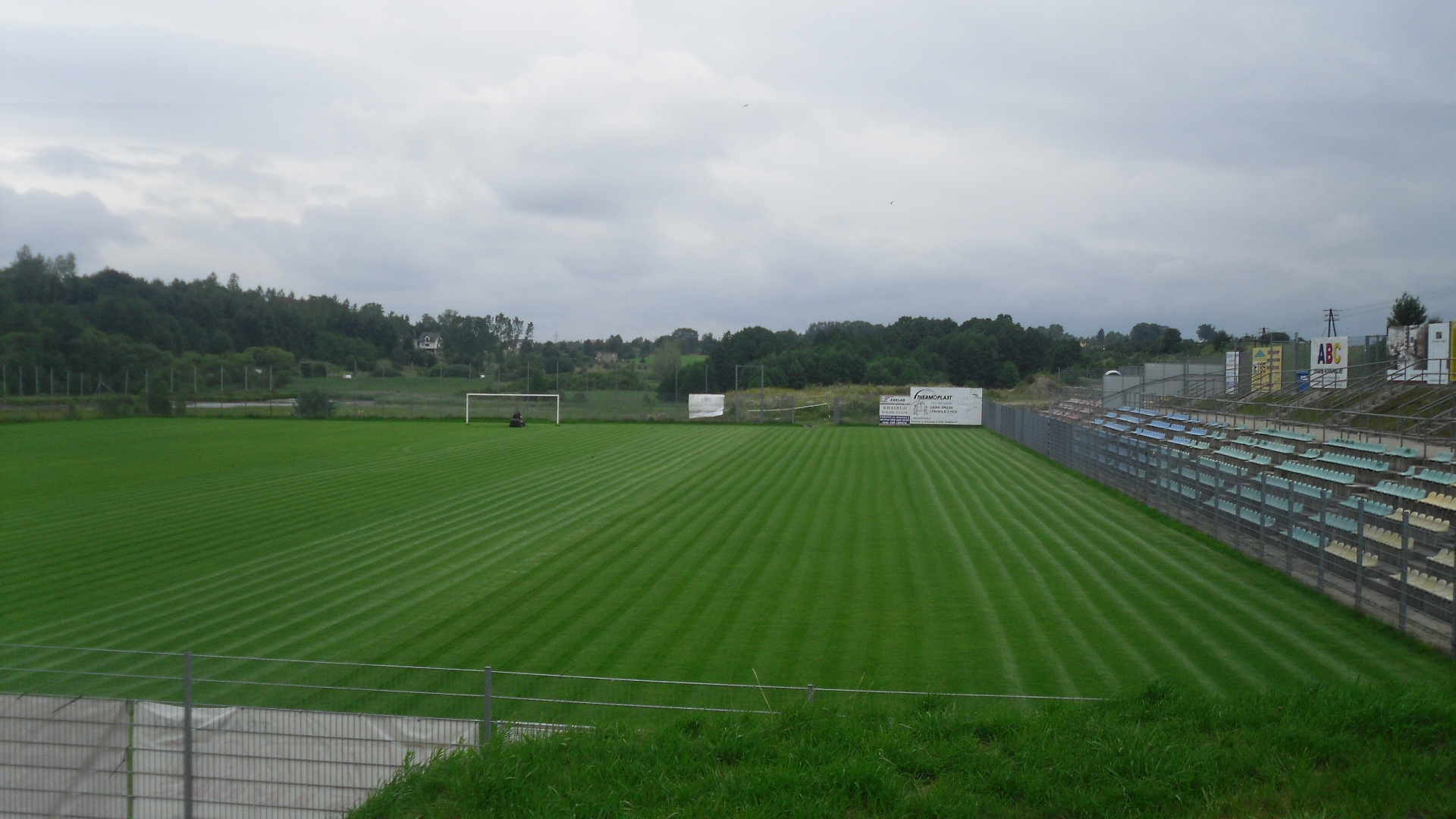
Stadion Miejski

- Kaszubia Kościerzyna – piłka nożna mężczyzn
- UKS PCM Kościerzyna – piłka ręczna kobiet
- UKS Manta Kościerzyna – pływanie sportowe, pływanie w płetwach
- KUKS Remus Kościerzyna – lekkoatletyka, piłka koszykowa dzieci

## Opieka medyczna
- NZOZ „Przychodnia” Sp. z o.o.
- Szpital Specjalistyczny w Kościerzynie Sp. z o.o.

## Wspólnoty wyznaniowe
Na terenie miasta działalność religijną prowadzą:
- Kościół rzymskokatolicki:
  - parafia Jezusa Chrystusa Króla Wszechświata[23]
  - parafia Świętej Trójcy[24]
  - parafia Zmartwychwstania Pańskiego[25]
- Kościół Zielonoświątkowy:
  - zbór „Kościół Dla Każdego”[26]
- Świadkowie Jehowy:
  - zbór Kościerzyna[27]

Kościerzyna jest jedynym miastem w Europie mającym dwa sanktuaria znajdujące się na terenie jednej parafii: Matki Boskiej Kościerskiej Królowej Rodzin i Matki Boskiej Bolesnej Królowej Anielskiej.

## Sąsiednie gminy
- Gmina Kościerzyna (wiejska)

## Miasta partnerskie
- Cölbe (Niemcy)
- El Padul (Hiszpania)[30]

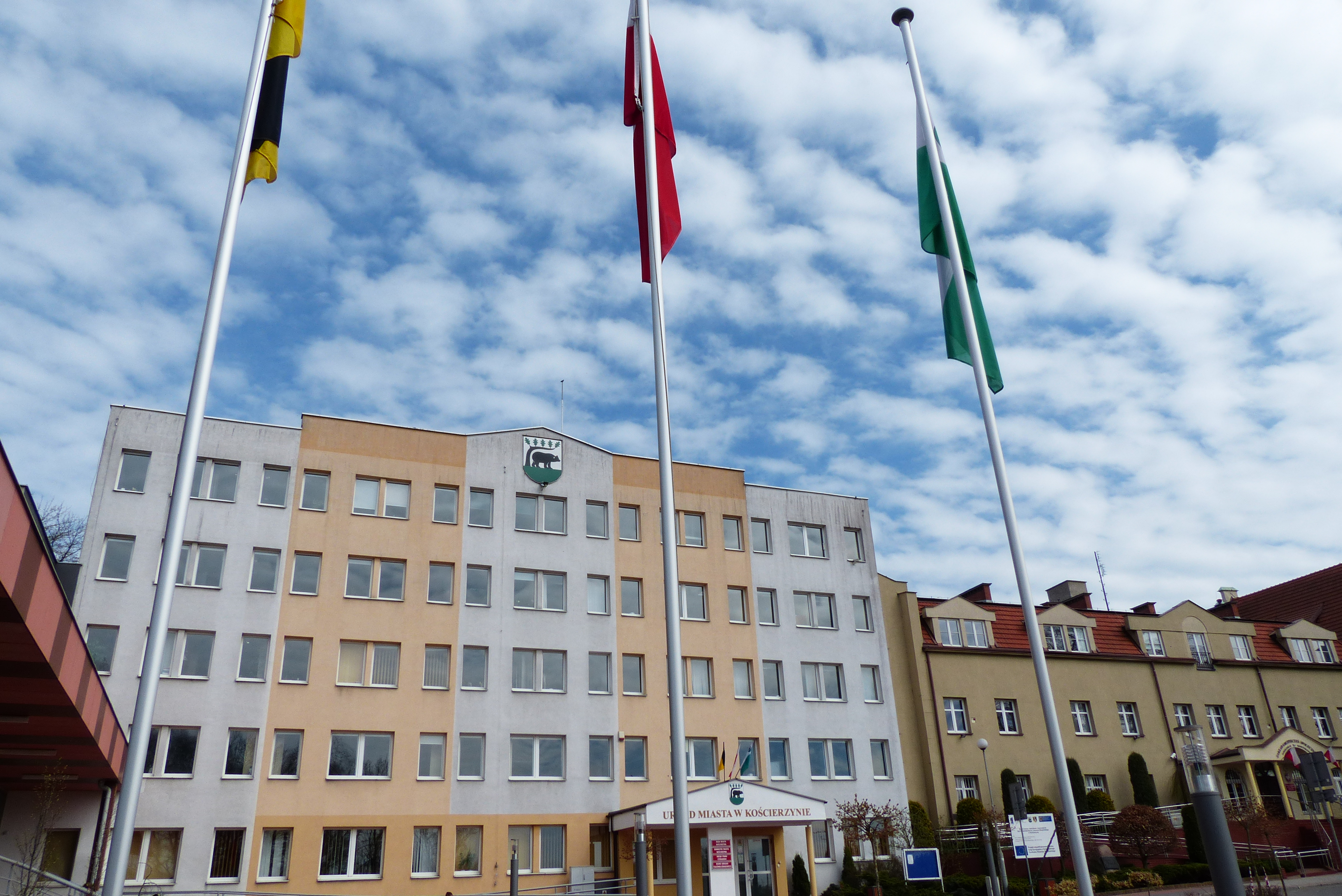
Urząd Miasta

- Pryłuki (Прилуки) (Ukraina)
- Sanary-sur-Mer (Francja)
- Pniewy (Pniewy Szamotulskie)[31]